# サンテラズモ島
サンテラズモ島 (Sant'Erasmo) は、イタリア北東部ヴェネツィアの潟で最も広い島の一つである。
プンタ・サッビオーニとヴェネツィアとの海岸の間にある。菜園（「castraure」という早生の小アーティチョーク）を営む住民がわずかにいるだけである。

## 地理
パオルッチョ・アナフェストの在任中は、森に覆われていてピネータ・マッジョーレ(Pineta Maggiore)という名で知られていた。
以前から隠者の住処となっていた所にアルティーノからの逃亡者が住み着き、792年に教会（殉教者聖エルメと聖エラズモに奉納した）を建設した。
キオッジャの戦いの間、ジェノヴァ軍に短期間占領された。
続いて発展の時期を迎えたが、16世紀にペストの蔓延により中断し再植民製作が開始されるまでの1820年まですっかり放置された。
現在、約800人の専業農家の住民が居る。

## ギャラリー

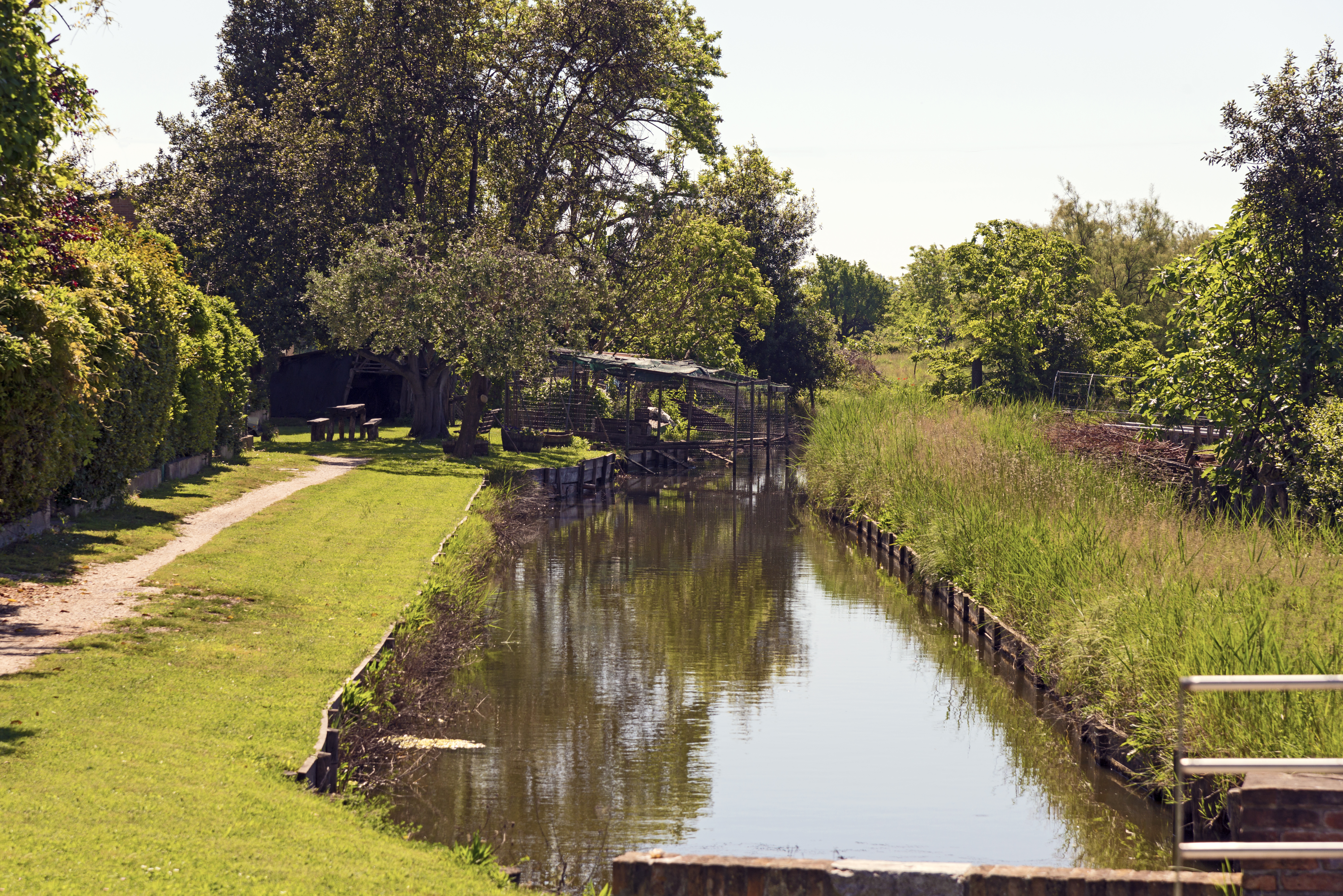
島の茶色と狭い運河
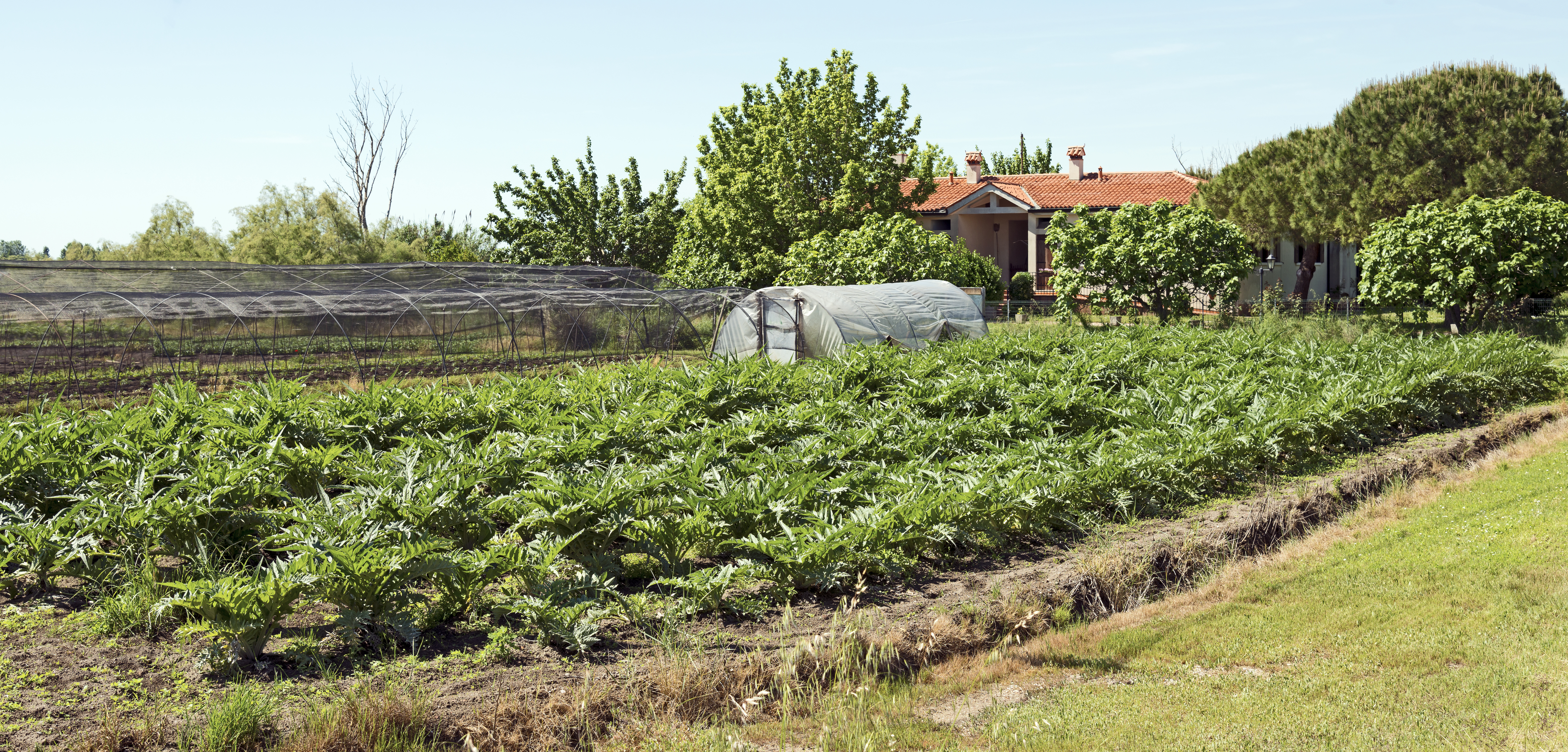
アーティチョーク農園